# بيل دنلوب
بيل دنلوب (مواليد 19 نوفمبر 1963) هو ملاكم كندي، مثّل بلاده في الألعاب الأولمبية الصيفية 1984.

## روابط خارجية
بيل دنلوب على موقع أوليمبيديا (الإنجليزية)